# 크리스 샤퍼
크리스 샤퍼(영어:Kris Shaffer)는 미국의 데이터 분석가이다. 온라인 허위조작정보 분석 기업 Yonder에서 수석연구원으로 활동했으며 미국 상원 정보위원회에 제출된 2016년 미국 대통령 선거에 러시아가 끼친 영향을 다룬 보고서인〈IRA의 전략과 전법(The Tactics and Tropes of the Internet Research Agency〉저술에 참여했다. 지금도 온라인 허위조작정보(disinformation)와 데이터 윤리, 디지털 페다고지에 관하여 미국 정부 및 비영리단체, 대학 등에서 자문하고 있다.
예일대학교에서 박사학위를 받았으며, 예일대학교, 메리워싱턴대학교 등에서 음악 이론과 인지 과학, 컴퓨터 과학을 가르쳤다. 학부 수준의 음악 이론을 오픈 소스로 제공하는 사이트 열린 음악 이론(Open Music Theory)의 제작자이기도 하다.

## 주요 저서
- 《데이터, 민주주의를 조작하다》김선 옮김. 힐데와소피. 2020년